# Dracula (2020)
Dracula ist eine britische Miniserie mit Claes Bang in der titelgebenden Hauptrolle. Die Fernsehserie wurde von Hartswood Films für den Fernsehsender BBC One und den Streamingdienstleister Netflix produziert und besteht aus einer Staffel mit drei Episoden. Als Vorlage der Serie dient der 1897 veröffentlichte Roman Dracula von Bram Stoker. Die Miniserie wurde an den ersten drei Januartagen 2020 auf BBC One ausgestrahlt.

## Handlung

### Teil 1: „Die Regeln des Biests“ (orig.The Rules of the Beast)
Die Handlung des ersten Teils spielt 1897 im Königreich Ungarn. In Budapest erwacht der körperlich und seelisch angeschlagene Londoner Anwalt Jonathan Harker in einem katholischen Nonnenkloster. Dort befragt ihn die scharfsinnige und bisweilen zynische Ordensschwester Agatha van Helsing. Harker kann sich nicht erinnern, wie er in das Kloster gelangt ist. Er berichtet aber, was sich in den vergangenen Wochen mit ihm zugetragen habe.
Im Auftrag seiner Kanzlei sei er nach Transsylvanien gereist, um dem Grafen Dracula den Kaufvertrag über mehrere Grundstücke in England zur Unterschrift vorzulegen. Sein Gastgeber habe ihn jedoch nicht mehr abreisen lassen und einen Monat lang faktisch gefangen gehalten. Als Grund dafür habe der Graf angegeben, sich mittels Harkers Hilfe die Sprache und Sitten der Engländer aneignen zu wollen. Dazu habe Dracula keinen Unterricht benötigt, sondern einzig das Blut Harkers, dessen Kenntnisse und Erinnerungen er auf diesem Weg absorbiert habe. Wie erst im weiteren Verlauf des Mehrteilers klar wird, lähmt Dracula den Widerstand seiner Opfer, indem er deren geheimen Sehnsüchte mittels des Vampirbisses in Visionen wahr werden lässt. In Harkers Fall ist dies der Beischlaf mit Mina.
Der Blutsauger gewann, dank Harkers Lebensenergie, die eigene Jugend zurück, während sein Opfer im Eiltempo alterte. Gleichzeitig legte sich der Vampirgraf ein kultiviertes, wortgewandtes und sogar humorvolles Auftreten zu, blieb dahinter aber zynisch und grausam. Während der Erkundung des Schlosses gelangt Harker zu einer Kammer, in der Dracula seine untoten Opfer aufbewahrte, nachdem er sie zuvor gleichsam zusammenfaltete und in enge Kisten gesperrt hatte. Als er einige von ihnen ungeschickterweise befreite, trieben sie ihn in ihrem Blutdurst in einen weiteren Raum, in dem sich Draculas Grab befand. Eingekeilt zwischen Draculas Opfern und dem Grafen selbst, fiel Harker in Ohnmacht. Dracula verschonte ihn indes und behauptete im Nachhinein, Harker habe einen Albtraum gehabt. Harker gab trotzdem nicht auf und versuchte Dracula zu vernichten. Hinter einem alten Bild entdeckte Harker einen Bauplan des labyrinthischen Inneren von Draculas Festung. Diese hatte angeblich Petruvio der Witwer (eventuell eine Anspielung auf den römischen Baumeister Vitruv) einst als sein letztes Werk errichtet. Dank des Plans fand er einen Raum, in dem Dracula seine „gleichzeitig nie mehr als drei Bräute“ gefangen hielt: ebenfalls in Kisten, diese jedoch sehr viel geräumiger als die Kisten der übrigen, rangniederen Opfer des Blutsaugers. Seine eingekerkerten Gespielinnen fütterte Dracula anscheinend abwechselnd mit Stubenfliegen, Ratten und entführten Säuglingen. Als eine jener Bräute Harker anfiel, fürchtete die Vampirin überraschenderweise dessen Halskreuz nicht, obwohl dies bei Dracula später der Fall zu sein scheint. Der Graf rettete Harker auch aus dieser Situation, indem er besagter Braut einen Holzpflock durchs Herz trieb. Mit deren Tötung befriedigte der Blutsauger gleichzeitig die eigene Neugier, indem er bestätigt sah, dass Vampire tatsächlich auf diese Weise vernichtet werden konnten.
Harkers ungebrochene Willenskraft nötigte seinem untoten Peiniger letztlich großen Respekt ab. Dracula behauptete, Harker sei wie er: trotz aller Widrigkeiten ungebrochen. Darum bot der Graf Harker an, eine seiner drei „Bräute“ zu werden. Mit den Worten, er sei keinesfalls wie Dracula, schlug Harker das Angebot aus. Mit einem selbstmörderischen Sprung über die Burgzinne stürzte er sich in die Tiefe und wurde von dem darunter liegenden Fluss davongetragen.
Am Ende des verhörartigen Gesprächs äußert Schwester Agtha ihre Achtung vor Harker, offenbart ihm aber eine schockierende Tatsache: Harker sei inzwischen selbst untot und drohe sich in einen blutrünstigen Vampir zu verwandeln. Bezeichnend sei dabei auch der Umstand, dass Harker nicht erkannte, dass die junge Nonne, die als Anstandsdame der Unterhaltung zwischen ihm und Schwester Agatha stumm beiwohnte, in Wahrheit seine Verlobte, Mina Murray, ist. Agatha möchte Harker pfählen und damit erlösen. Ein plötzlicher Angriff Draculas auf das Kloster lenkt die Nonne von ihrem Vorhaben ab.
Agatha zeigt sich gegenüber dem am Klostereingang verharrenden Vampir gänzlich furchtlos und spricht ihm ihre Verachtung aus. Sie provoziert ihn nach Kräften, da sie weiß, dass dieser ohne Einladung kein fremdes Grundstück betreten kann. So bezeichnet Agatha Dracula bspw. als einen Süchtigen, auf den Blut wie eine Droge wirke und bei dessen Anblick er einen Kontrollverlust erleide. Als sie ihn zum Hohn mit einigen Tropfen ihres eigenen Blutes bespritzt, gelingt Dracula ein psychologischer Konter: Anhand ihres Blutes erkennt Dracula, dass Agatha zur Familie van Helsing gehört. Schließlich ist es Harker, der Dracula Einlass gewährt, gegen das Versprechen, ihn von seinem untoten Dasein zu erlösen. Mit Hilfe eines Wolfsrudels massakriert der Erzvampir alle Ordensschwestern und dringt bis zu Mina und Agatha vor.

### Teil 2: „Blutzoll“ (orig.Blood Vessel)
Der zweite Teil spielt auf dem Schiff Demeter, das von Rumänien nach England reist. Dracula ermordet im Laufe der Reise alle Passagiere und den größten Teil der Schiffsbesatzung. Wie sich herausstellt, hat Dracula jeden einzelnen der Passagiere unter verschiedenen Vorwänden gezielt an Bord gelockt, um sich nicht nur deren Kenntnisse, sondern auch deren Vermögen anzueignen. In Kabine 9 hält er, lange ohne Wissen von Crew und Gästen, die Ordensschwester Agatha gefangen, von deren Blut er sich regelmäßig nährt. Eine Rückblende offenbart, dass Dracula, nach der Einnahme des Nonnenklosters (Serienfolge 1: „Die Regeln des Biests“), Mina und Agatha nicht tötete. Letztere bot sich dem Vampir freiwillig als Opfer an, verlangte dafür jedoch Minas Freilassung. Vereinbarungsgemäß lässt Dracula Mina entkommen, deren Wesen er ohnehin als „fade und geschmacklos“ empfand. Stattdessen bemächtigte er sich Agathas, verschonte sie jedoch vorerst.
Als Agatha die Selbstbefreiung gelingt, setzt sie Dracula in Brand und zwingt ihn damit, seine Wunden in einem unbekannten Versteck auszukurieren. Die gewonnene Zeit nutzt Agatha, um mit Hilfe des Kapitäns das Schiff nahe der englischen Küste zu versenken. Nur so glauben die beiden verhindern zu können, dass der Vampirismus in England Einzug hält. Das Duo opfert bewusst das eigene Leben: der Kapitän aufgrund des seemännischen Ehrenkodexes, der ihm gebietet, mit seinem Schiff unterzugehen; die Nonne in dem Wissen, dass sie von Dracula mit dem Vampirvirus infiziert wurde und im Begriff ist, sich bald selbst in eine Untote zu verwandeln. Den Untergang überleben zwei Matrosen, die, mit Agathas Zustimmung, in einem Rettungsboot fliehen durften.

### Teil 3: „Der dunkle Kompass“ (orig.The Dark Compass)
Der dritte und letzte Teil spielt 123 Jahre später in der Gegenwart. Dracula wird auf dem Meeresgrund, in einer sargähnlichen Kiste, entdeckt und aus seinem Tiefschlaf erweckt. Die Wissenschaftler der Jonathan-Harker-Stiftung, die vor über 100 Jahren von Mina Murray gegründet worden war, halten den Vampir in einem schwer bewachten Labor gefangen, um ihn zu studieren und auch sein Blut zu untersuchen. An der Spitze der privaten Stiftung steht Zoe Helsing, Ur-Ur-Großnichte der Ordensschwester Agatha. Bei einer Attacke Draculas auf Zoe wird klar, dass sie an Krebs leidet und ihr Blut dadurch für Dracula in größeren Mengen tödlich ist. Der Oberblutsauger gibt sich ansonsten aber gelassen und rühmt den technischen Fortschritt der letzten 100 Jahre, der der Menschheit bspw. Autos, Fernseher, Kühlschränke, Internet und Mobiltelefone beschert hat. Später gelingt es Dracula, mit Hilfe seines Anwalts Renfield seine Freilassung zu erzwingen.
Dracula nutzt die technischen Errungenschaften der modernen Neuzeit rasch für seinen eigenen Zwecke: Im Fernsehen sieht er zum ersten Mal seit Jahrhunderten wieder einen Sonnenaufgang. Per Dating-App sucht sich der Blutsauger seine männlichen und weiblichen Opfer. Sogar sein neues Heim, in London, ist vergleichsweise modern eingerichtet. Er lernt die freiheitsliebende, aber auch eitle Lucy Westenra kennen. Mit ihr führt der Vampir eine verborgene Beziehung. Lucy schätzt Draculas souveränes Auftreten, ist aber auch nach seinen Bissen süchtig, die ihr immer neue, rauschhafte Visionen bescheren. Als ihr Ex-Freund Jack Seward, der Mitglied der Jonathan-Harker-Stiftung ist, dahinterkommt, kontaktiert er seine frühere Mentorin Zoe. Diese hat inzwischen die Stiftung verlassen und erwartet in einem Krankenhaus ihren Tod. Als Lucy schließlich stirbt, suchen Seward und Zoe Dracula auf. Der Blutsauger gibt sich ungezwungen und bekanntermaßen zynisch. Es stellt sich heraus, dass er die Ankunft der zum Vampir gewordenen Lucy erwartet. Zu seinem Ärger erfährt er von Zoe, dass Lucys Leichnam eingeäschert wurde. Er weiß, dass dies Lucy große Schmerzen bereitet haben muss und auch ihr Körper nicht unversehrt geblieben sein wird. Tatsächlich erscheint wenig später die vom Feuer schrecklich zugerichtete Lucy bei Dracula. In einem ungewöhnlichen Anfall von Mitgefühl und Respekt versichert ihr Dracula, dass sie trotzdem seine vollkommenste Braut sei. Trotzdem empfindet Lucy ihren Zustand als unerträglich. Mit ihrem Einverständnis erlöst Seward sie, indem er ihr einen Pflock durchs Herz rammt.
Dracula äußert darüber sein Bedauern, denn mit Lucy sei ihm in 500 Jahren zum ersten Mal eine Braut begegnet, deren Charakter ihn anhaltend fasziniert habe. Vor allem ihre offenkundige Todessehnsucht fesselte ihn. Über diese Äußerungen gelangt Zoe zu einer unerwarteten Erkenntnis, die sie Dracula mitteilen will. Sie nötigt den sich sträubenden Seward, zu gehen und bleibt mit dem Grafen allein zurück. Kaum ist Seward verschwunden, reißt Zoe den Vorhang vom Fenster und lässt das Sonnenlicht herein. Dracula gerät in helle Panik, stellt dann jedoch fest, dass ihm das grelle Tageslicht nichts anhaben kann.
Zoe hat das vorausgesehen. Sie entlarvt nun schonungslos den Hintergrund der „Regeln des Biests“, nach denen der untote Graf sein Dasein bisher ausrichtete. Dabei erstellt sie quasi Draculas Psychogramm: Seine teils zwanghaften Verhaltensweisen seien nicht das Ergebnis von Verfluchungen, sondern von alten Fetischen und Legenden, an die Dracula schließlich selbst zu glauben begonnen habe. Er, der einstige Kriegsherr, führe aus Scham eine Existenz im Schatten und meide deshalb das grelle Sonnenlicht. Denn während seine Vor- und Nachfahren auf dem Schlachtfeld den Heldentod gefunden hätten, könne Dracula als Untoter nicht sterben. Wo die Seinen den offenen Kampf mit gleichwertigen Gegnern gesucht hätten, stehle Dracula aus dem Dunklen heraus unschuldigen Menschen das Leben. Das erkläre auch alle anderen Regeln, die sich Blutsauger auferlegte, deren Ursprung er allerdings vergessen und verdrängt habe. Aus Scham meide er den Blick in den Spiegel und aus Scham fürchte er das christliche Kreuz, weil es den Mut zur freiwilligen Selbstaufgabe symbolisiere. Den Lebenden sei Dracula verhasst und überall unwillkommen, darum betrete er erst dann ein fremdes Heim, wenn man ihn hereingebeten habe. Er schlafe in einer Kiste voller Dreck und träume dabei von einem Heldengrab. Und zuletzt sei er einer jungen Frau (Lucy?) hörig gewesen, die sich nach etwas sehnte, das er am meisten fürchte: den Tod.
Die Aufdeckung von Draculas teilweise psychopathologisch terminierten Handlungsweisen erklärt jetzt auch, warum in Teil 1 der Serie eine Vampirin Harkers Kreuzsymbol nicht fürchtete: Sie teilte schlichtweg Draculas „Marotten“ nicht. Für den Grafen kam erschwerend hinzu, dass er seine geistig degenerierten, zu Vampiren mutierten Opfer gefangen hielt und augenscheinlich sogar seine Bräute nie das Schloss verlassen ließ. Damit kontrollierte er zwar die Situation, es versagte ihm aber die Chance, aus den sonst möglich gewordenen Erfahrungen seiner Mit-Vampire mit für sie angeblich tödlichen Medien (Sonnenlicht, religiöse Symbolen usw.) zu lernen, und so seine Zwangsstörungen auflösen.
Dracula, der tief bewegt zum ersten Mal seit 500 Jahren wieder in die Sonne blickt, erkennt, dass Zoe die Wahrheit spricht. Zudem hinterlässt Zoes Unerschrockenheit, mit der sie ihm und auch dem eigenen Krebstod entgegentritt, bei ihm großen Eindruck. Er entscheidet sich, mit ihr gemeinsam zu sterben. Ohne ihr Schmerzen zuzufügen, beißt Dracula Zoe vorsichtig und trinkt das für ihn tödliche Blut der Krebskranken.

## Hintergrund
Im Juni 2017 begannen Mark Gatiss und Steven Moffat, die gemeinsam das Drehbuch zur Serie Sherlock verfasst haben, das Drehbuch zu Dracula zu verfassen. Im Oktober 2018 wurde die Serie schließlich von der BBC für ihren Sender BBC One sowie dem Streamingportal Netflix in Auftrag gegeben.
Im folgenden Monat wurde bekannt gegeben, dass Claes Bang Dracula verkörpern soll und im Februar 2019 wurde bekannt gegeben, dass John Heffernan, Dolly Wells, Joanna Scanlan, Morfydd Clark, Lujza Richter und Drehbuchautor Mark Gatiss weitere Rollen verkörpern. Ferner wurden in April 2019 Jonathan Aris, Sacha Dhawan, Nathan Stewart-Jarrett, Catherine Schell, Youssef Kerkour und Clive Russell für den Cast bestätigt. Jonny Campbell, Damon Thomas sowie Paul McGuigan wurden als Regisseure angekündigt.
Die Dreharbeiten begannen am 4. März 2019. Die Dreharbeiten fanden in der Slowakei an der Arwaburg, in Banská Štiavnica sowie Zuberec statt. Ferner wurde unter dem Arbeitstitel Dracula – Rules of the Beast in den Bray Studios in Berkshire gedreht. Die Dreharbeiten endeten am 1. August 2019.
Kurz nach dem Ende der Dreharbeiten strahlte BBC One am 7. August 2019 die Dokumentation In Search of Dracula mit Drehbuchautor Mark Gatiss aus. Am 27. Oktober 2019 folgte die Ausstrahlung des ersten Teaser-Trailers.

## Besetzung und Synchronisation
Die deutschsprachige Synchronisation entstand durch die Interopa nach einem Dialogbuch von Andreas Gründel unter der Dialogregie von Elke Weidemann.
| Rolle                        | Beschreibung                          | Folge(n) | Schauspieler           | Synchronsprecher      |
| ---------------------------- | ------------------------------------- | -------- | ---------------------- | --------------------- |
| Graf Dracula                 |                                       | 1 – 3    | Claes Bang             | Marcus Off            |
| Schwester Agatha van Helsing | Nonne im Budapester Kloster (1897)    | 1 – 3    | Dolly Wells            | Alexandra Wilcke      |
| Dr. Zoe Helsing              | Wissenschaftlerin der Stiftung (2020) | 2, 3     | Dolly Wells            | Alexandra Wilcke      |
| Jonathan Harker              | Anwalt für Dracula (1897)             | 1        | John Heffernan         | Viktor Neumann        |
| Mina Murray                  | Harkers Verlobte                      | 1        | Morfydd Clark          | Jodie Blank           |
| Mutter Oberin                | im Budapester Kloster                 | 1        | Joanna Scanlan         | Karin David           |
| Elena                        | Draculas Braut                        | 1        | Lujza Richter          | Lujza Richter         |
| Kapitän Sokolov              | Besatzung der Demeter                 | 2        | Jonathan Aris          |                       |
| Valentin                     | Besatzung der Demeter                 | 2        | Clive Russell          | Reinhardt Scheunemann |
| Victor Olgaren               | Besatzung der Demeter                 | 2        | Yousseff Kerkour       | Paul Matzke           |
| Piotr                        | Besatzung der Demeter                 | 2        | Samuel Blenkin         | Konrad Bösherz        |
| Portmann                     | Besatzung der Demeter                 | 2        | Anthony Flanagan       | Dirk Talaga           |
| Abramoff                     | Besatzung der Demeter                 | 2        | Alec Utgoff            | Jonas Lauenstein      |
| Dr. Sharma                   | Passagiere der Demeter                | 2        | Sacha Dhawan           | Marius Clarén         |
| Yamini Anm1                  | Passagiere der Demeter                | 2        | Lily Kakkar            |                       |
| Großherzogin Valeria         | Passagiere der Demeter                | 2        | Catherine Schell       | Kornelia Boje         |
| Lord Ruthven Anm2            | Passagiere der Demeter                | 2        | Patrick Walshe McBride | Henning Nöhren        |
| Dorabella                    | Passagiere der Demeter                | 2        | Lily Dodsworth-Evans   | Lydia Morgenstern     |
| Adisa                        | Passagiere der Demeter                | 2        | Nathan Stewart-Jarrett | Rainer Fritzsche      |
| Lucy Westenra                |                                       | 3        | Lydia West             | Runa Aléon            |
| Jack Seward                  | Mitglied der Stiftung                 | 3        | Matthew Beard          | Dirk Petrick          |
| Frank Renfield               | Draculas Anwalt (2020)                | 3        | Mark Gatiss            | Tobias Lelle          |
| Bloxham                      | Mitglied der Stiftung                 | 3        | Lyndsey Marshal        |                       |
| Kathleen                     | Engländerin                           | 3        | Chanel Cresswell       | Friederike Walke      |
| Quincey Morris               | Texaner, Lucys Verlobter              | 3        | Phil Dunster           | Simon Derksen         |

## Rezeption

### Im englischsprachigen Raum
Auf der Aggregatorseite Rotten Tomatoes erhielt die Trilogie ein Tomatometer-Rating von 72 % basierend auf der Auswertung von 50 Kritiken, von denen 36 Kritiken als überwiegend positiv (fresh) und 14 als überwiegend negativ (rotten) eingeschätzt wurden.

### Im deutschsprachigen Raum
Oliver Jungen spricht in einer Kritik in der Frankfurter Allgemeinen Zeitung von einer großen Schaueroper, die zugleich wie ein postmoderner Kommentar wirkt. Er zieht einen Vergleich zur von denselben Drehbuchautoren stammenden modernisierten Version von Sherlock Holmes Sherlock und meint, dass die „frech frisierte“ Dracula-Trilogie zwar nicht ganz so einfallsreich sei, man sich aber kaum schöner gruseln könne.
Thomas Klingenmaier bespricht die Trilogie in der Stuttgarter Zeitung und meint, dass sie trotz einiger Hänger und fragwürdiger Entscheidungen eine gute Unterhaltung biete und der Geschichte neue überraschende Aspekte abgewinne. Sie schrubbe dem Vampir-Mythos den Zahnstein weg und die Figur der Agatha van Helsing sei die interessanteste Widersacherin, die Dracula je hatte.